# Фридрих II фон Кроненберг
Фридрих II фон Кроненберг (на немски: Friedrich II von Dollendorf-Cronenberg; † между 8 април 1357 и 18 декември 1357) от род Долендорф-Кроненберг, е господар на Долендорф (днес в Бланкенхайм) и замък Кроненбург (днес в Далем, Айфел). Фамилията фон Кроненберг/Кроненбург е от 1327 г. линия на фамилията на господарите фон Долендорф от Бланкенхайм в Северен Рейн-Вестфалия.

## Произход и наследство
Той е син на Фридрих I фон Долендорф († 1342) и втората му съпруга Матилда (Мехтилд) фон Вианден († сл. 1339), дъщеря на граф Филип II фон Вианден, господар на Гримберген († 1315/1316) и Аделхайд фон Арнсберг-Ритберг, дъщеря на граф Лудвиг фон Арнсберг († 1313) и Перонета (Петронела) фон Юлих († 1300). Внук е на рицар Йохан фон Долендорф-Кроненбург († 1322/1325) и Луция фон дер Нойербург († сл. 1327), насленичка на Нойербург и Еш. Брат е на Йохан фон Кроненберг-Гойщорп († 1342/1349), господар на Густорф, Годефарт/Готфтод фон Кроненберг († 1350/1351), рицар, господар на Вилтц и Берг, и на Алайдис фон Кроненберг († сл. 1344), омъжена I. за Рупрехт фон Менген, II. за Перин фон Дорсвайлер. По-голямата му полусестра († пр. 1349) е омъжена за Годарт/Готфтид I фон Вилтц († 1364/1366).
Със синът му Петер фон Кроненберг, който умира без мъжки наследник през 1414 г., Кроненбург става господство на графството Бланкенхайм-Мандершайд.
През средата на 15 век родът на господарите фон Долендорф остава без мъжки наследник, замъкът и господството отиват чрез женитба на Готхард фон Бранденбург. След 1536 г. замъкът отива чрез женитби на графовете фон Мандершайд-Кайл до 1742 г.

## Фамилия
Първи брак: с Ирмгарт († 27 октомври 1332) и има два сина, които по други източници са от втория му брак:
- Петер фон Кроненберг († между 19 ноември 1413 и 27 март 1414 или сл. 1418), женен I. пр. 18 декември 1357 г. за Агнес фон дер Шлайден († пр. 1364), II. 1363 г. за Мехтилд (Маргарета) фон Шьонфорст († 1389), III. на 1 юни 1389 г. за Хедвиг фон Мьорс († сл. 1410)
- Фридрих III фон Кроненберг-Нойербург († юни 1360), женен за Йохана фон дер Шлайден († сл. 1357)

Втори брак: пр. 27 октомври 1332 г. с Аниета де Хой († сл. 1360), дъщеря на Тибо де Хой, майор на Мец (+ 14 септември 1330) и Аликс де ла Курт. Те имат децата:
- Йохан фон Кроненберг († сл. 1369), каноник в „Св. Гереон“ в Кьолн (1348 – 1366) и в „Св. Салватор“ в Мец (1350); има незаконни син и три дъщери
- Готфрид фон Кроненберг († сл. 1410), женен за Катарина фон Нойенар († сл. 1372)
- Мехтилд фон Кроненберг († сл. 1366), канонеса на „Св. Цацилия“ в Кьолн (1349 – 1366)
- Хайнрих фон Кроненберг († сл. 1363), в свещен орден
- Йохана фон Кроненберг († сл. 1364)